# Ball Arena
El Ball Arena (anteriormente conocido como Pepsi Center) es un recinto deportivo ubicado en Denver, Colorado, Estados Unidos. Es la sede de varios equipos de diferentes deportes, como son Denver Nuggets, Colorado Avalanche, Colorado Mammoth y Colorado Crush. Cuando no es usado por ningún conjunto de Denver, el pabellón frecuentemente es utilizado para eventos musicales tales como AC/DC y Ozzy Osbourne. El Pepsi Center ha servido, además, como sede de la Convención Nacional Demócrata de 2008.

## Historia

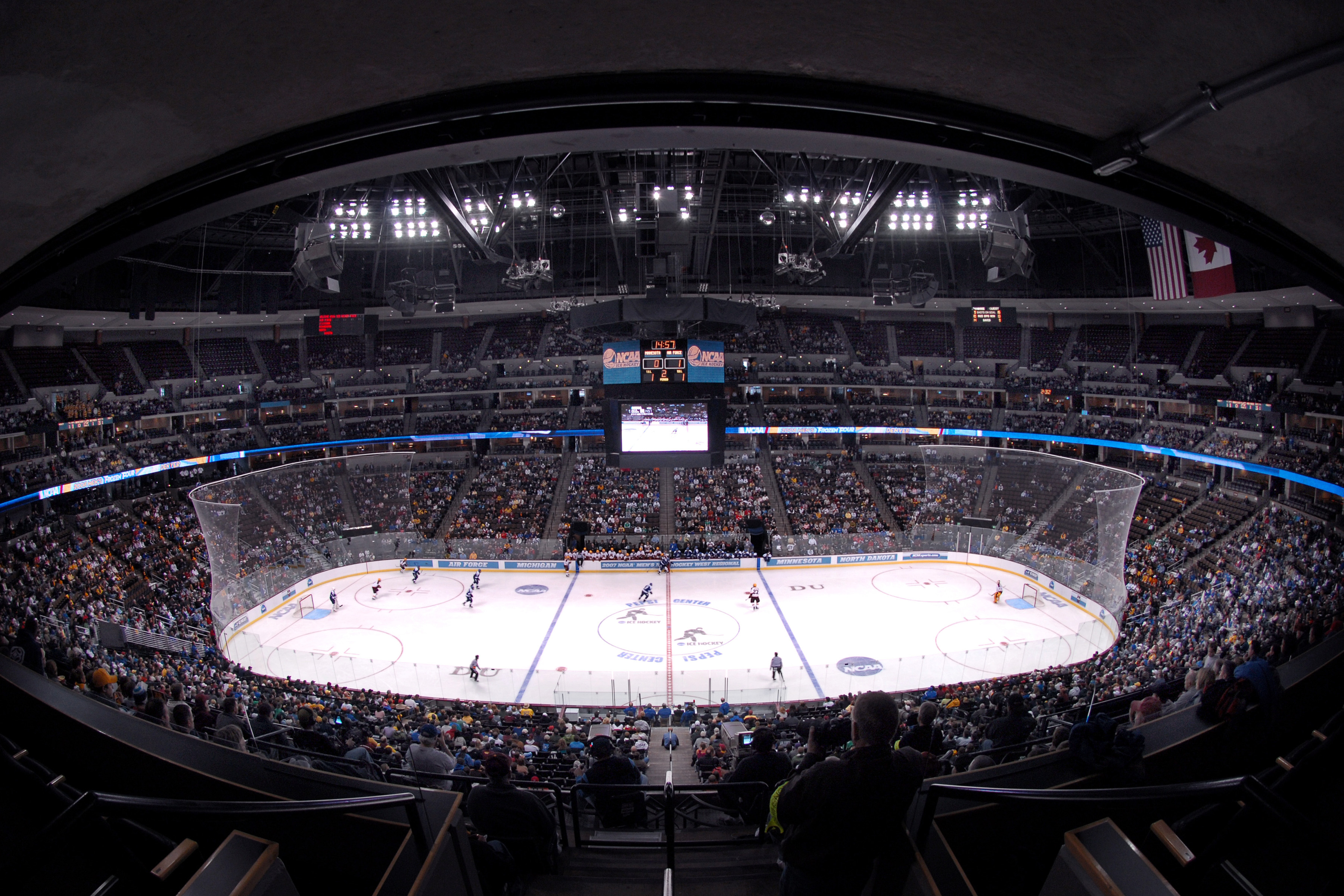
Interior del Pepsi Center durante el torneo de hockey 2007 Frozen Four, con el marcador utilizado desde 1999 a 2013.

El Pepsi Center fue construido como parte del programa deportivo de mejora junto con el Coors Field, casa de Colorado Rockies, y el Invesco Field, de Denver Broncos. El complejo fue construido para ser fácilmente accesible, siendo alojado en la Speer Boulevard, carretera principal del centro de Denver, y con una salida cercana a la Interestatal 25. Además, en el lado oeste del complejo hay una estación ferroviaria, la Pepsi Center/Elitch Gardens.
El 20 de noviembre de 1997 se comenzó a construir el pabellón, siendo terminado en octubre de 1999. La apertura del complejo está marcada por el concierto que dio Céline Dion. La capacidad del estadio es de 19 309 para los partidos de baloncesto y de 18 007 para el hockey y lacrosse. También incluye un campo de entrenamiento de baloncesto usado por los Nuggets, y el restaurante Blue Sky Grill, accesible tanto desde dentro como por fuera del complejo.
Antes de su construcción, Denver Nuggets y Colorado Avalanche disputaban sus partidos en el McNichols Sports Arena, un pabellón que ha sido derribado y actualmente es utilizado como aparcamiento del Invesco Field.

### Nombre
- Pepsi Center (1999-2020)
- Ball Arena (2020-presente)

## Eventos
El Pepsi Center ha sido anfitrión de varios eventos deportivos, como el All-Star de la NHL y NBA en 2001 y 2005 respectivamente, o las Finales de la Stanley Cup en 2001. De 2004 a 2006, sirvió como sede del torneo masculino de baloncesto de la Mountain West Conference. El Gran Premio de Denver, una carrera de automovilismo de la CART/Championship Auto Racing Teams, se disputó desde 2002 hasta 2006 en la playa de estacionamiento del Pepsi Center.
En 2004, Denver fue seleccionada como una de las cinco ciudades en albergar el Dew Action Sports Tour, una nueva franquicia de deportes extremos que comenzó en 2005. Titulado Right Guard Open, el evento inaugural fue albergado por el Pepsi Center del 6 al 10 de julio. El Dew Action Sports regresó a Denver en 2006 del 13 al 16 de julio.
El Pepsi Center fue uno de los escenarios de Back to Basics World Tour de la cantante estadounidense Christina Aguilera, del Bangerz Tour de Miley Cyrus y del Tour de la Mangosta de la cantante colombiana Shakira como también de conciertos de grupos como Blink 182 y Green Day. En julio de 2016 fue escenario del 25 world tour de la cantante británica Adele. Será escenario de la cantante estadounidense Madonna para el The MDNA Tour y recientemente se dio a conocer que también servirá de escenario para la multi-platino cantante Selena Gomez en su Revival WORLD Tour, además de contar con la presencia de Gloria Trevi con su 8° gira titulada La Diosa de la Noche Tour.